# رحلة العين الحمراء

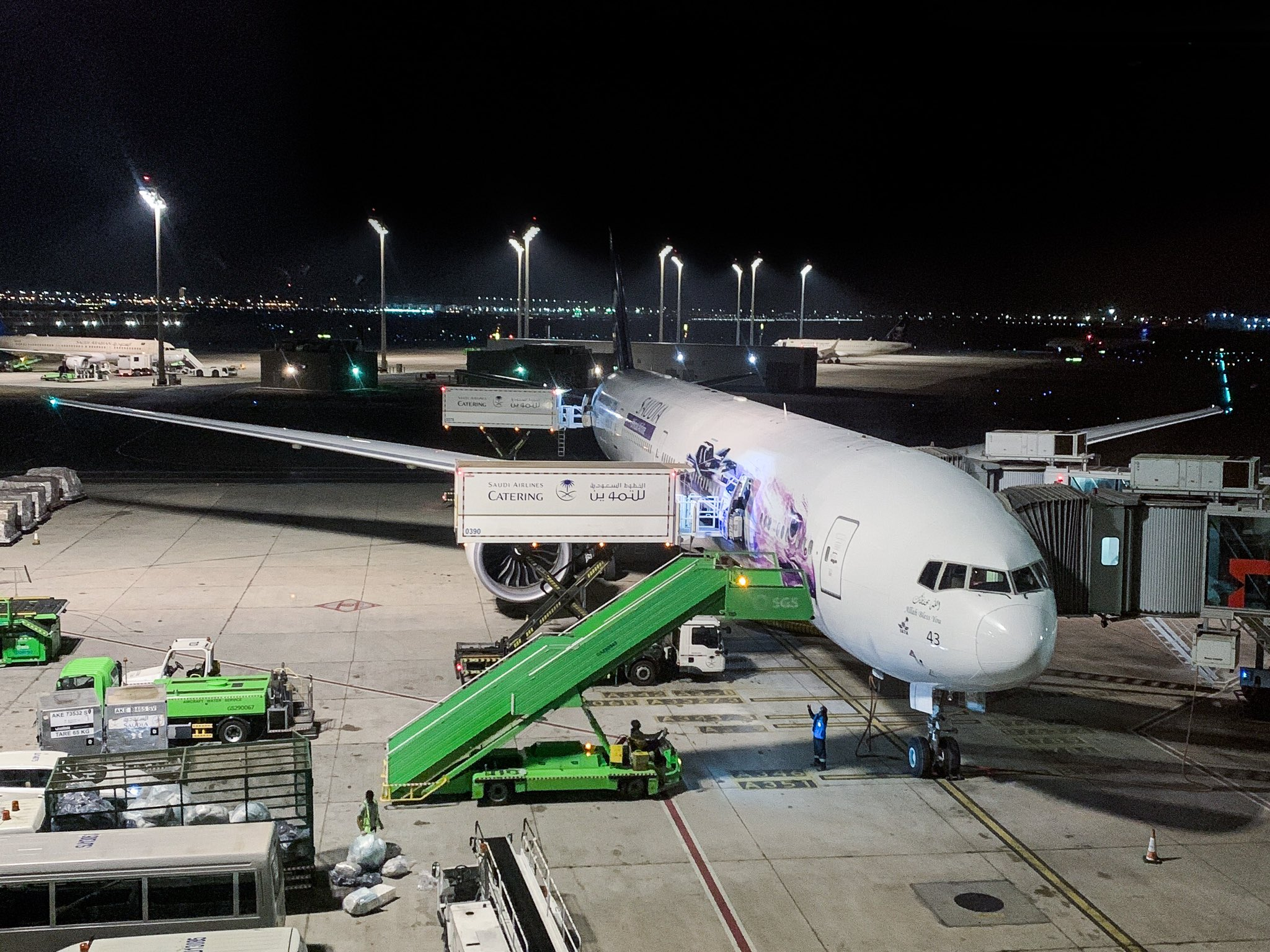
طائرة بوينج 777 تابعة لشركة الخطوط السعودية تستعد لرحلة ليلية من مطار الملك عبد العزيز الدولي في جدة إلى مطار جون إف كينيدي الدولي في الولايات المتحدة

رحلة العين الحمراء، (Red-Eye Flight)، هي مصطلح شائع يستخدم للإشارة إلى الرحلات الجوية التي تغادر في وقت متأخر من الليل وتصل إلى وجهتها في وقت مبكر من الصباح. هذا النوع من الرحلات يُطلق عليه هذا الاسم لأنه غالبًا ما يترك المسافرين يعانون من الإرهاق وعيونهم الحمراء بسبب قلة النوم أو الراحة الكافية أثناء الرحلة.

## المصطلح
رحلة العين الحمراء هي خيار عملي للمسافرين الذين يبحثون عن توفير الوقت والمال، خاصة لأولئك الذين يحتاجون إلى بدء يومهم في الوجهة دون تأخير. ومع ذلك، فإن التعامل مع الإرهاق الناتج يتطلب تخطيطًا واستعدادًا جيدًا لضمان تجربة سفر مريحة وفعالة.

## خصائص الرحلة
أوقات الإقلاع والهبوط:
- عادة ما تقلع بين الساعة 9 مساءً والساعة 1 صباحًا.
- تصل إلى الوجهة بين الساعة 5 صباحًا و7 صباحًا.

الرحلات الطويلة:
- غالبًا ما تكون رحلات المسافات الطويلة أو المتوسطة.
- شائعة بين المدن الكبرى التي تبعد عدة ساعات بالطيران.

المسافرون المستهدفون:
- رجال الأعمال الذين يفضلون توفير وقت العمل خلال النهار.
- المسافرون الذين يرغبون في الاستفادة من النهار التالي في وجهتهم.

## المزايا
توفير الوقت:
- تُعتبر خيارًا ممتازًا للمسافرين الذين يحتاجون إلى إنجاز المهام في النهار.

أسعار منخفضة:
- تكون أسعار التذاكر غالبًا أقل مقارنة بالرحلات في الأوقات المزدحمة.

تخفيف الزحام:
- تقلل من الزحام في المطارات خلال ساعات الذروة.

## التحديات
قلة النوم:
- المسافرون غالبًا ما يجدون صعوبة في النوم على متن الطائرة بسبب الإزعاج أو قصر وقت الرحلة.

التأثير الصحي:
- الرحلات الليلية المتكررة قد تؤدي إلى إرهاق واضطرابات في نمط النوم.

التأثير على الإنتاجية:
- قد يشعر المسافر بالإرهاق عند الوصول، مما يؤثر على أدائه في المهام الصباحية.

## أمثلة على الوجهات الشهيرة
- من لوس أنجلوس إلى نيويورك (داخل الولايات المتحدة).
- من لندن إلى الشرق الأوسط.
- من الرياض أو جدة إلى القاهرة أو دبي.

## نصائح للمسافرين على رحلات العين الحمراء
النوم المسبق:
- حاول أخذ قسط من النوم قبل الرحلة لتقليل الإرهاق.[4]

الاستعداد للنوم أثناء الرحلة:
- استخدم وسائد الرقبة، وسدادات الأذن، وأقنعة العين للحصول على راحة أفضل.

البقاء رطبًا:
- اشرب كميات كافية من الماء لتجنب الجفاف أثناء الرحلة.

الجدولة الذكية:
- خطط ليوم الوصول بشكل جيد لتخفيف تأثير التعب.